# Euchlora (plante)
Genre
Synonymes
- Lotononis (DC.) Eckl. & Zeyh.[2]

Euchlora est un genre de plantes à fleurs dicotylédones de la famille des Fabaceae, sous-famille des Faboideae, originaire d'Afrique du Sud.

## Liste d'espèces
Selon Tropicos (4 janvier 2019) (Attention liste brute contenant possiblement des synonymes) :
- Euchlora hirsuta (Thunb.) Druce
- Euchlora serpens (E. Mey.) Eckl. & Zeyh.